# Genus apotelesmaticum
Genus apotelesmaticum ist ein Begriff, den die altprotestantische Dogmatik in der Christologie verwendete (apotelesma = Vollbringung). Jesus Christus ist in seiner menschlichen Natur an dem Erlösungswerk beteiligt, das er kraft seiner göttlichen Natur vollbringt, und er ist auch in seiner göttlichen Natur dem Leiden ausgesetzt, das ihm in seiner menschlichen Natur widerfährt. Es soll damit ausgedrückt werden, dass nicht manchmal die göttliche Natur und manchmal die menschliche Natur Christi handelt, sondern beide Naturen immer kooperativ im Handeln Jesu Christi am Werk sind.